# Elezioni presidenziali in Messico del 1970
Le elezioni presidenziali in Messico del 1970 si sono tenute il 5 luglio, contestualmente alle elezioni parlamentari.

## Risultati
| Luis Echeverría          | PRI-PPS-PARM             | 11 970 893 | 85,88 |  |  |  |  |  |
| Efraín González Morfín   | Partito Azione Nazionale | 1 945 070  | 13,95 |  |  |  |  |  |
| Candidati non registrati | -                        | 22 881     | 0,16  |  |  |  |  |  |
| Totale                   | Totale                   | 13 938 844 | 100   |  |  |  |  |  |
|                          |                          |            |       |  |  |  |  |  |
| Voti non validi          | Voti non validi          | 178 857    | 1,27  |  |  |  |  |  |
| Votanti                  | Votanti                  | 14 117 701 |       |  |  |  |  |  |